# Vuelta a Bolivia 2013
La 6.ª edición de la competición ciclista Vuelta a Bolivia, se disputó desde el 1 hasta el 10 de noviembre de 2013.
Perteneció al UCI America Tour 2013-2014 y fue la segunda competición del calendario ciclista internacional americano. El recorrido de 1616 km, hizo que ésta fuera la edición más larga hasta el momento. Contó con 10 etapas y un trazado similar a la edición anterior donde se repitió la contrarreloj por equipos de 50 km en la 3.ª etapa.

## Equipos participantes
Participarn 65 ciclistas en 11 equipos (7 de Bolivia y 4 extranjeros), contando con la participación del anterior campeón el venezolano Maky Román (Prodem-Lotería del Táchira), y los ganadores de las ediciones 2011 y 2010 Juan Cotumba (Pollito Rico) y Óscar Soliz (Pío Rico).
| - Pío Rico - Glass Casa Real-Campos de Solana - Pollito Rico - Energysol - Grupo Riberpar - Bicibol - Avícola Integrada TD | - Colombia Coldeportes - San Luis Somos Todos - Prodem-Lotería del Táchira - Mochilas Head |

## Etapas
| Etapa | Fecha           | Recorrido                            | km       | Ganador                  | Líder                    |
| 1.ª   | 1 de noviembre  | Santa Cruz-La Unión-Santa Cruz       | 195      | Jhonathan Salinas        | Jhonathan Salinas        |
| 2.ª   | 2 de noviembre  | Santa Cruz-Cuatro Cañadas-Santa Cruz | 211      | Royner Navarro           | Royner Navarro           |
| 3.ª   | 3 de noviembre  | Montero-Santa Cruz                   | 50 (CRE) | San Luis Somos Todos     | Alfredo Lucero           |
| 4.ª   | 4 de noviembre  | Santa Cruz-Buena Vista               | 189      | Jorge Giacinti           | Jorge Giacinti           |
| 5.ª   | 5 de noviembre  | Buena Vista-Villa Tunari             | 205      | Artur García             | Jorge Giacinti           |
| 6.ª   | 6 de noviembre  | Corani-Cochabamba                    | 146      | Rodrigo Contreras        | Jorge Giacinti           |
| 7.ª   | 7 de noviembre  | Bombeo-Oruro                         | 141      | Óscar Soliz              | Salvador Moreno          |
| 8.ª   | 8 de noviembre  | Vila Vila-El Alto                    | 163      | Javier Gómez             | Salvador Moreno          |
| 9.ªa  | 9 de noviembre  | Obrajes-San Pablo de Tiquina         | 116      | Justino Quispe           | Salvador Moreno          |
| 9.ªb  | 9 de noviembre  | San Pedro de Tiquina-Copacabana      | 40       | Jhonathan Salinas        | Salvador Moreno          |
| 10.ªa | 10 de noviembre | Copacabana-San Pedro de Tiquina      | 39 (CRI) | Óscar Soliz              | Salvador Moreno          |
| 10.ªb | 10 de noviembre | San Pablo de Tiquina-La Paz          | 121      | Artur García             | Salvador Moreno          |
|       | Total           | Total                                | 1.616    | Ganador: Salvador Moreno | Ganador: Salvador Moreno |

## Clasificaciones finales
- Las clasificaciones finalizaron de la siguiente forma:[4]

### Clasificación individual
| Posición            | Ciclista        | Equipo                     | Tiempo           |
| ------------------- | --------------- | -------------------------- | ---------------- |
| Líder de la general | Salvador Moreno | Colombia Coldeportes       | 38 h 46 min 11 s |
| 2.º                 | Óscar Soliz     | Pío Rico                   | a 6 min 08 s     |
| 3.º                 | John Martínez   | Colombia Coldeportes       | a 6 min 35 s     |
| 4.º                 | Gilber Zurita   | Bicibol                    | a 11 min 15 s    |
| 5.º                 | Juan Cotumba    | Pollito Rico               | a 15 min 29 s    |
| 6.º                 | Javier Gómez    | Colombia Coldeportes       | a 19 min 31 s    |
| 7.º                 | Maky Román      | Prodem-Lotería del Táchira | a 22 min 27 s    |
| 8.º                 | Basilio Ramos   | Pío Rico                   | a 23 min 13 s    |
| 9.º                 | Daniel Díaz     | San Luis Somos Todos       | a 34 min 10 s    |
| 10.º                | Royner Navarro  | Pío Rico                   | a 44 min 11 s    |

### Clasificación por puntos
| Posición         | Ciclista         | Equipo               | Puntos |
| ---------------- | ---------------- | -------------------- | ------ |
| Líder por puntos | Horacio Gallardo | Glass Casa Real      | 57     |
| 2.º              | Juan Cotumba     | Pollito Rico         | 53     |
| 3.º              | Javier Gómez     | Colombia Coldeportes | 47     |

### Clasificación de la montaña
| Posición            | Ciclista        | Equipo               | Puntos |
| ------------------- | --------------- | -------------------- | ------ |
| Líder de la montaña | Óscar Soliz     | Pío Rico             | 40     |
| 2.º                 | Salvador Moreno | Colombia Coldeportes | 36     |
| 3.º                 | Juan Cotumba    | Pollito Rico         | 26     |

### Clasificación por equipos
| Posición          | Equipo                     | Tiempo            |
| ----------------- | -------------------------- | ----------------- |
| Líder por equipos | Colombia Coldeportes       | 113 h 56 min 51 s |
| 2.º               | Pío Rico                   | a 35 min 25 s     |
| 3.º               | San Luis Somos Todos       | a 2 h 01 min 53 s |
| 4.º               | Pollito Rico               | a 2 h 29 min 06 s |
| 5.º               | Prodem-Lotería del Táchira | a 2 h 52 min 14 s |

## UCI America Tour
La carrera al estar integrada al calendario internacional americano 2013-2014 otorgó puntos para dicho campeonato. El baremo de puntuación fue el siguiente:
| Posición                    | 1.º | 2.º | 3.º | 4.º | 5.º | 6.º | 7.º | 8.º |
| Clasificación general final | 40  | 30  | 16  | 12  | 10  | 8   | 6   | 3   |
| Por etapa                   | 8   | 5   | 2   |     |     |     |     |     |
| Líder General por etapa     | 4   |     |     |     |     |     |     |     |

### Clasificación individual
Los ciclistas que obtuvieron más puntos fueron los siguientes:
| Ciclista                  | Equipo                     | Puntos por la clasificación final | Puntos de etapa | Puntos de líder | Total |
| ------------------------- | -------------------------- | --------------------------------- | --------------- | --------------- | ----- |
| Salvador Moreno Hernández | Colombia Coldeportes       | 40                                | 5,67            | 20              | 65,67 |
| Óscar Soliz               | Pío Rico                   | 30                                | 18              | -               | 48    |
| Jorge Giacinti            | San Luis Somos Todos       | -                                 | 10,67           | 12              | 22,67 |
| Jhonatan Salinas          | Prodem-Lotería del Táchira | -                                 | 18,67           | 4               | 22,67 |
| Javier Gómez              | Colombia Coldeportes       | 8                                 | 13              | -               | 21    |
| Juan Cotumba              | Pollito Rico               | 10                                | 10              | -               | 20    |
| John Martínez             | Colombia Coldeportes       | 16                                | 1,67            | -               | 17,67 |
| Gilver Zurita             | Bicibol                    | 12                                | 5               | -               | 17    |
| Artur García              | Prodem-Lotería del Táchira | -                                 | 16,67           | -               | 16,67 |
| Royner Navarro            | Pío Rico                   | -                                 | 8               | 4               | 12    |
| Alfredo Lucero            | San Luis Somos Todos       | -                                 | 7,67            | 4               | 11,67 |